# Doba železná
V archeologii je dobou železnou označováno stádium ve vývoji lidstva, kdy člověk používal převážně železo pro výrobu nástrojů a zbraní. U mnoha společností je tato doba spojena rovněž se změnami v technikách zemědělství, v náboženství či v uměleckých technikách. Doba železná je po době kamenné a bronzové třetí v řadě systému třídobé periodizace pravěkých dějin, který navrhl dánský archeolog Christian Jürgensen Thomsen v roce 1836. Její datování se pro jednotlivé geografické regiony liší. Počátky této doby tradičně zařazujeme do 12. století př. n. l. ve starověkém Řecku a starověkém Orientu, do 11. století př. n. l. v Indii a mezi 8. století př. n. l. ve střední Evropě a 6. století př. n. l. v severní Evropě. Pojem je tedy užíván pro období zhruba 700 let, jakkoli v konkrétních místech trvala doba železná vždy kratší dobu. Za konec doby železné se považuje období nástupu helenismu a Římského impéria, popř. období raného středověku v severní Evropě. Koncept tří dob byl vymyšlen především pro popis dějin Evropy a Blízkého východu. V archeologii Ameriky se užívá jen výjimečně, protože domorodé kultury zde v předkolumbovské éře nevyvinuly železnou industrii, i když některé zpracovávaly měď a bronz. Do Austrálie dorazilo zpracování kovů dokonce až s Evropany. V archeologii jižní, východní a jihovýchodní Asie je pojem v novější literatuře užíván, logiku to má zejména na indickém subkontinentu. Specifická je situace subsaharské Afriky, která neměla svou "dobu bronzovou" a mnoho oblastí přešlo přímo z kamene na železo. Někteří archeologové se domnívají, že metalurgie železa byla vyvinuta v subsaharské Africe nezávisle na Eurasii již v roce 2000 před naším letopočtem. Také pro Čínu se koncept příliš neužívá, a to především proto, že konec éry železné bývá spojován s vynálezem psané historie (zejména Hérodotovo dílo je oblíbeným mezníkem), jenže v Číně psaná historie začala před začátkem tavení železa. Čína v tomto ovšem není jedinou výjimkou, také v Mezopotámii psaná historie předchází tavení železa o stovky let. Všechny tyto odchylky vedly k pochybnostem, zda je koncept tří dob vhodný, zejména mezi historiografy, nicméně mezi archeology je stále mimořádně vlivný, neboť archeologové se potřebují držet hmotné základny svých objevů.

## Šíření technologie

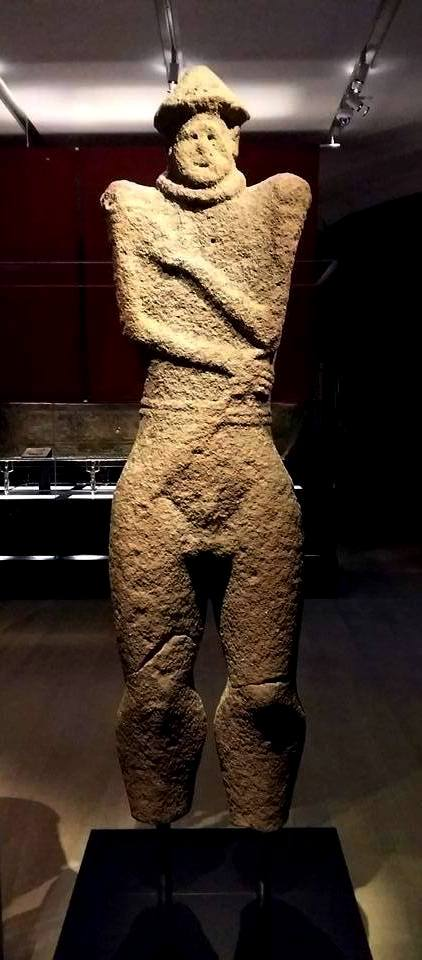
Bojovník z Hirschlandenu, nejstarší socha doby železné na sever od Alp

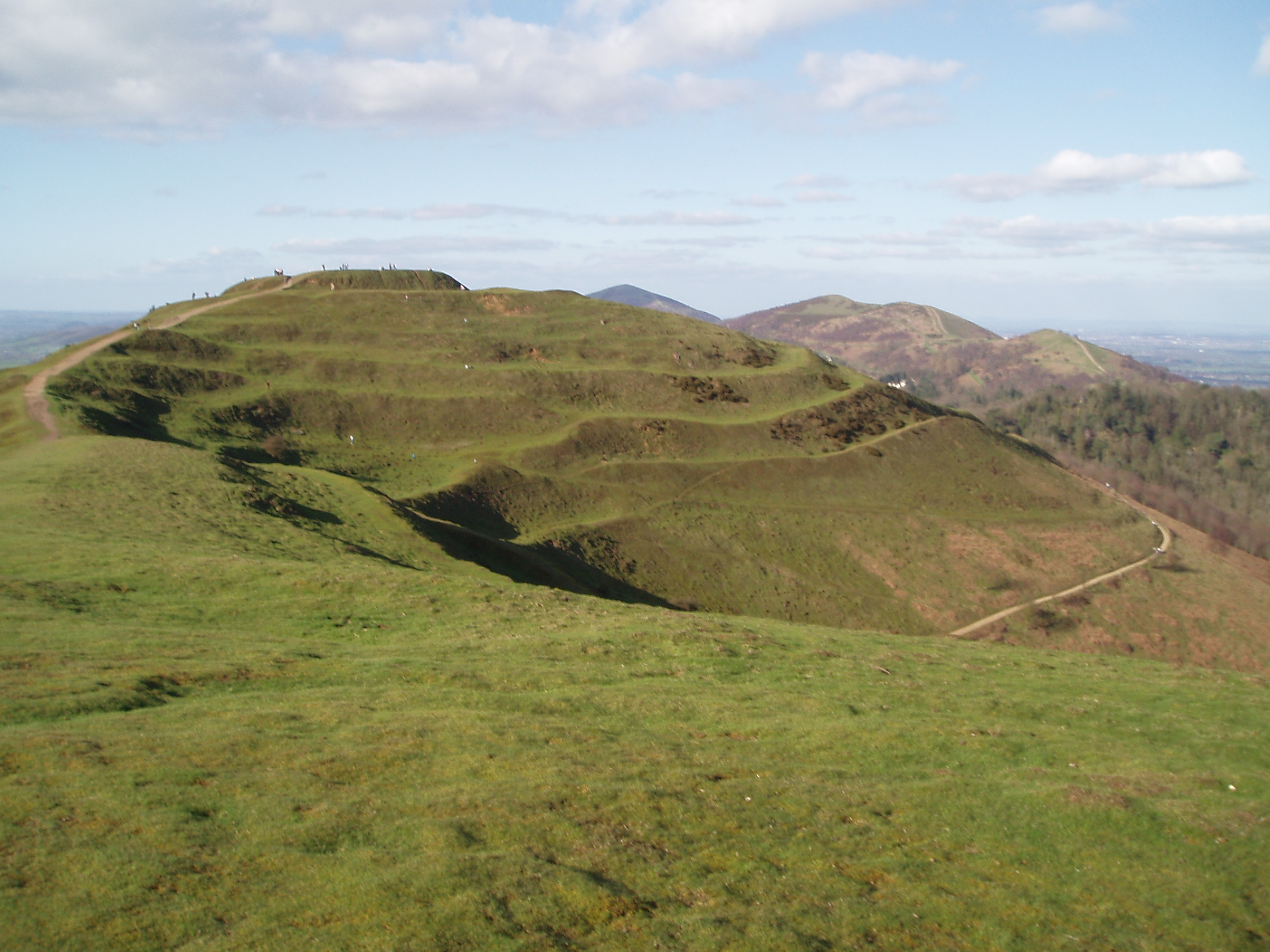
British Camp. V Británii bylo v době železné postaveno 2000 podobných hradišť

Meteorické železo, přírodní slitina železa a niklu, bylo používáno různými starověkými národy tisíce let před dobou železnou. Nejstaršími známými meteorickými železnými artefakty jsou korálky datované do roku 3200 př. n. l., které byly nalezeny na pohřebištích v Gerzehu v Dolním Egyptě.
Skutečná výroba železa (i s procesem tavení, díky němuž jsou železné zbraně tvrdší a lehčí než bronz) má však své počátky až u Chattijců v Malé Asii (dnešní Turecko). Klíčovým je zde naleziště Kaman-Kalehöyük, kde se železo tavilo již v období  2200–2000 př. n. l. Běžnější však začala být tato praxe okolo 1800–1500 př. n. l. u Chetitů. Ti byli dlouho označováni za vynálezce tavení železa. Dlouho se věřilo, že úspěch Chetitské říše v pozdní době bronzové byl založen na výhodách, které s sebou nesl "monopol" na zpracování železa. Tato myšlenka však již byla vytlačena z hlavního vědeckého proudu. Podle kritiků této teorie se technologie šířila rychleji, než se dosud soudilo, ale hlavně je nápadné, jak malý počet mezi nalezenými železnými chetitskými předměty představují zbraně. Od anatolských Chetitů se nová technologie šířila na Balkán a v průběhu 7.–6. století př. n. l. pronikla i do střední Evropy. Stejně tak od Chetitů mířila novinka na Blízký východ, kde jsou orientující objevy v Tell Hammeh v Jordánsku datované zhruba do roku 930 př. n. l.  Ocel se v Evropě používala již okolo 900 let př. n. l..
Nezávisle byla technologie vyvinuta zřejmě v subsaharské Africe a v povodí Gangy, kde je nejstarší výroba železa  je datována 1800 př. n. l.

## Starší doba železná ve střední Evropě

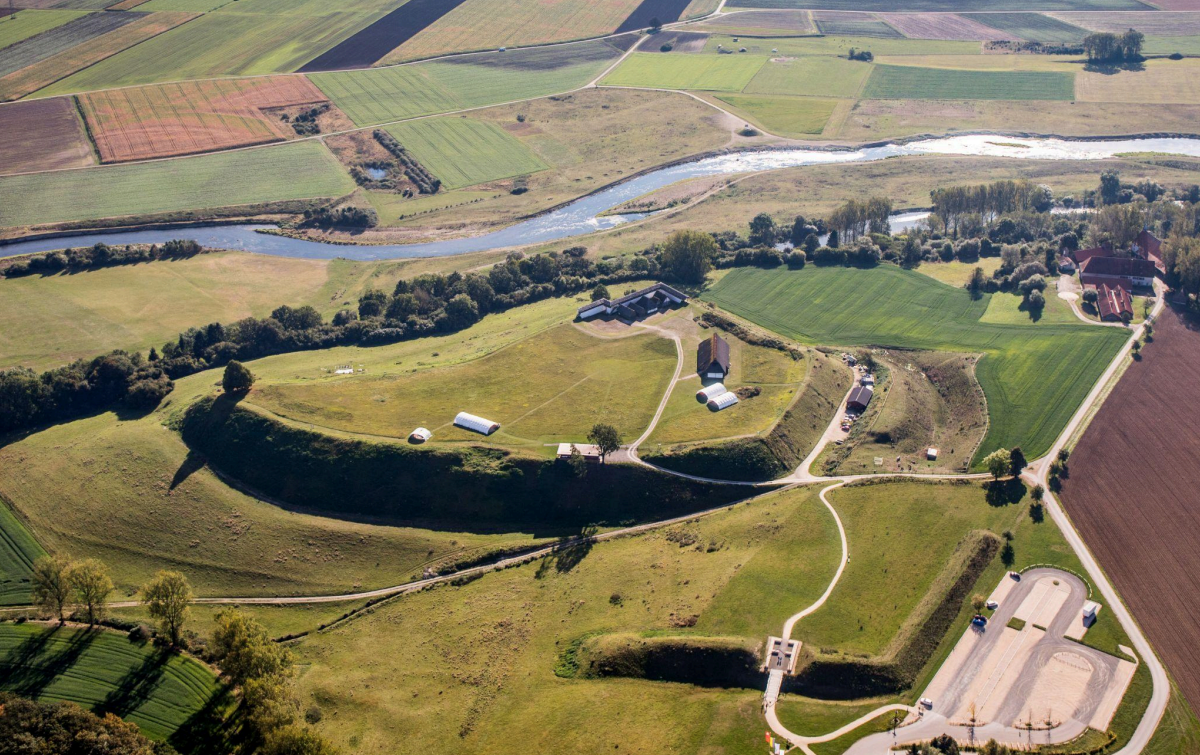
Heuneburg

Starší doba železná je nazývaná také doba halštatská. Trvala zhruba mezi lety 750 – 450 př. n. l. Doba halštatská je pojmenována podle lokality Hallstatt, kde byly objeveny solné doly a pohřebiště s bohatě vybavenými hroby. Toto období se vyznačuje růstem moci středomořských států, především Řecka, které kolonizuje severní část středomoří. Díky této kolonizaci se do západo- a středoevropského prostoru dostávají nové způsoby života, které začali mocní kmenoví náčelníci a knížata přebírat. Nejlepším příkladem je pevnost Heuneburg, která byla postavena z nepálených cihel, tedy pro středoevropské prostředí naprosto nevyhovujícího materiálu. Spolu se znalostmi a napodobováním způsobu života se do barbarského prostředí dostávají také předměty středomořského původu. Z území České republiky je možno uvést například bronzovou soupravu konvice a mísy etruského původu, nalezenou v Hradišti u Písku.

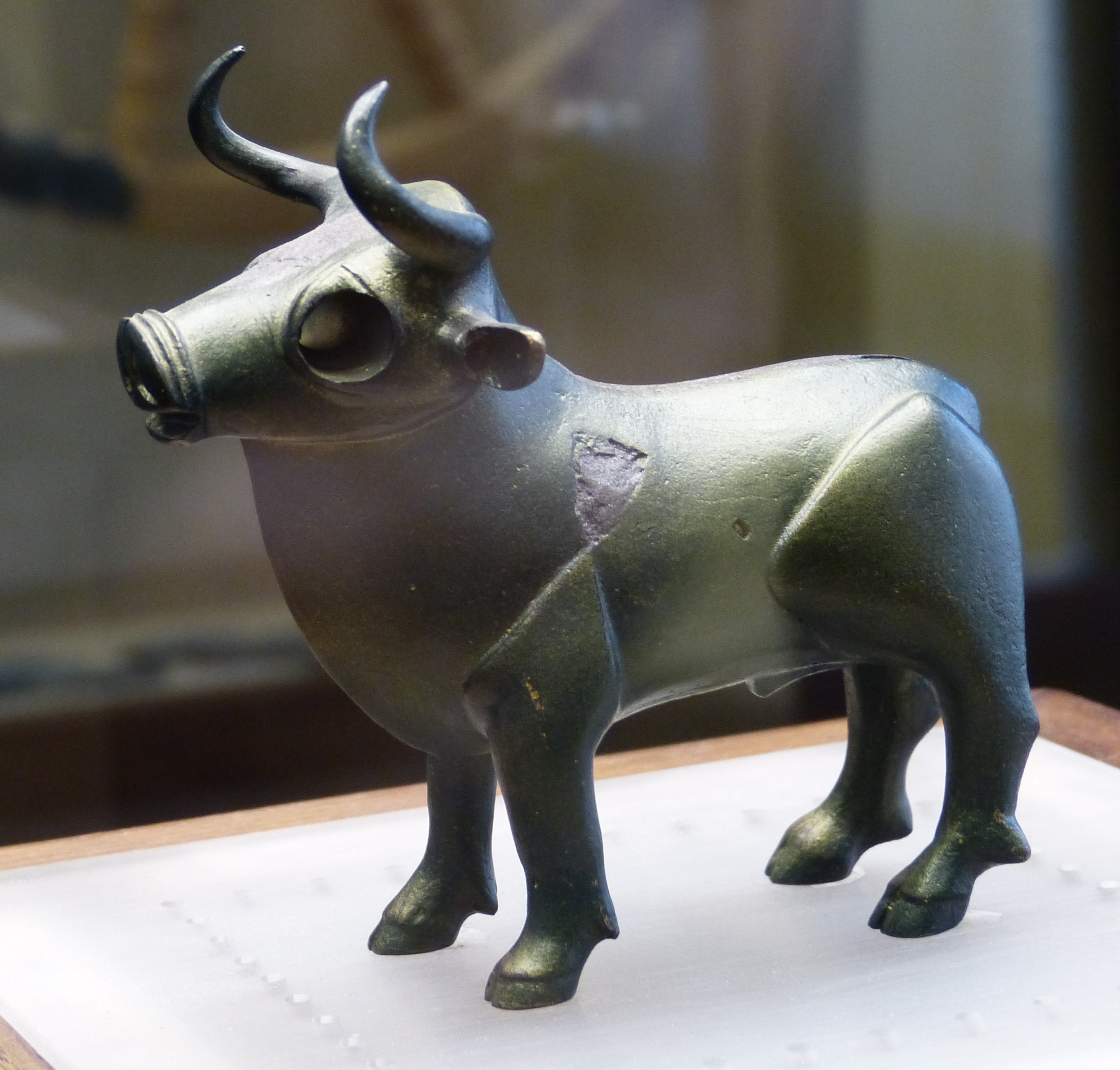
Soška býčka nalezená v jeskyni Býčí skála roku 1869

Počátek doby železné na území Česka je umisťován do první poloviny 8. století př. n. l. Předpokládá se, že technologie výroby železa se sem rozšířila z Balkánského poloostrova. V době halštatské zde vzkvétaly čtyři kultury, které se plynule vyvinuly z kultur popelnicových polí. Oblast jižních a západních Čech zabíral lid halštatské mohylové kultury, jejímž nejvýraznějším projevem, jak ostatně napovídá její název, jsou pohřby pod mohylami. Mohylové pohřbívání bylo charakteristické i pro středočeskou bylanskou kulturu, ze které jsou známy bohatě vybavené knížecí hroby, které obsahovaly i zbytky čtyřkolového vozu. Nejbohatší pohřby byly odkryty na Kolínsku (např. v Hradeníně). V severních a východních Čechách a ve Slezsku a na střední Moravě je přechod do doby halštatské velmi plynulý. Někteří badatelé dokonce spojují slezskou kulturu pozdní doby bronzové a platěnickou kulturu doby halštatské pod jeden pojem – kultura slezskoplatěnická. Typickým projevem platěnické kultury je pohřbívání žehem a ukládání ostatků do keramických uren (tzv. popelnic). Jižní Moravu zabrala kultura horákovská, pojmenovaná po bohaté mohyle u Horákova nedaleko Brna. Té také náleží proslavené naleziště v jeskyni Býčí skála. Slezsko a Morava náležely k tzv. východohalštatskému okruhu, který vykazuje řadu odlišností od okruhu západního (hranice těchto dvou světů se zhruba kryje s hranicí Čech a Moravy). Klíčovým rozdílem byl pohřeb, na západě převládal kostrový, na východě žárový.
Složitá je otázka etnik halštatských kultur. Západohalštatský okruh je někdy spojován s Kelty (respektive "Proto-Kelty"), východohalštatský s Ilyry nebo Venety. Spíše ale v halštatské éře o etnicích ještě nelze mluvit.

## Mladší doba železná (laténská) ve střední Evropě

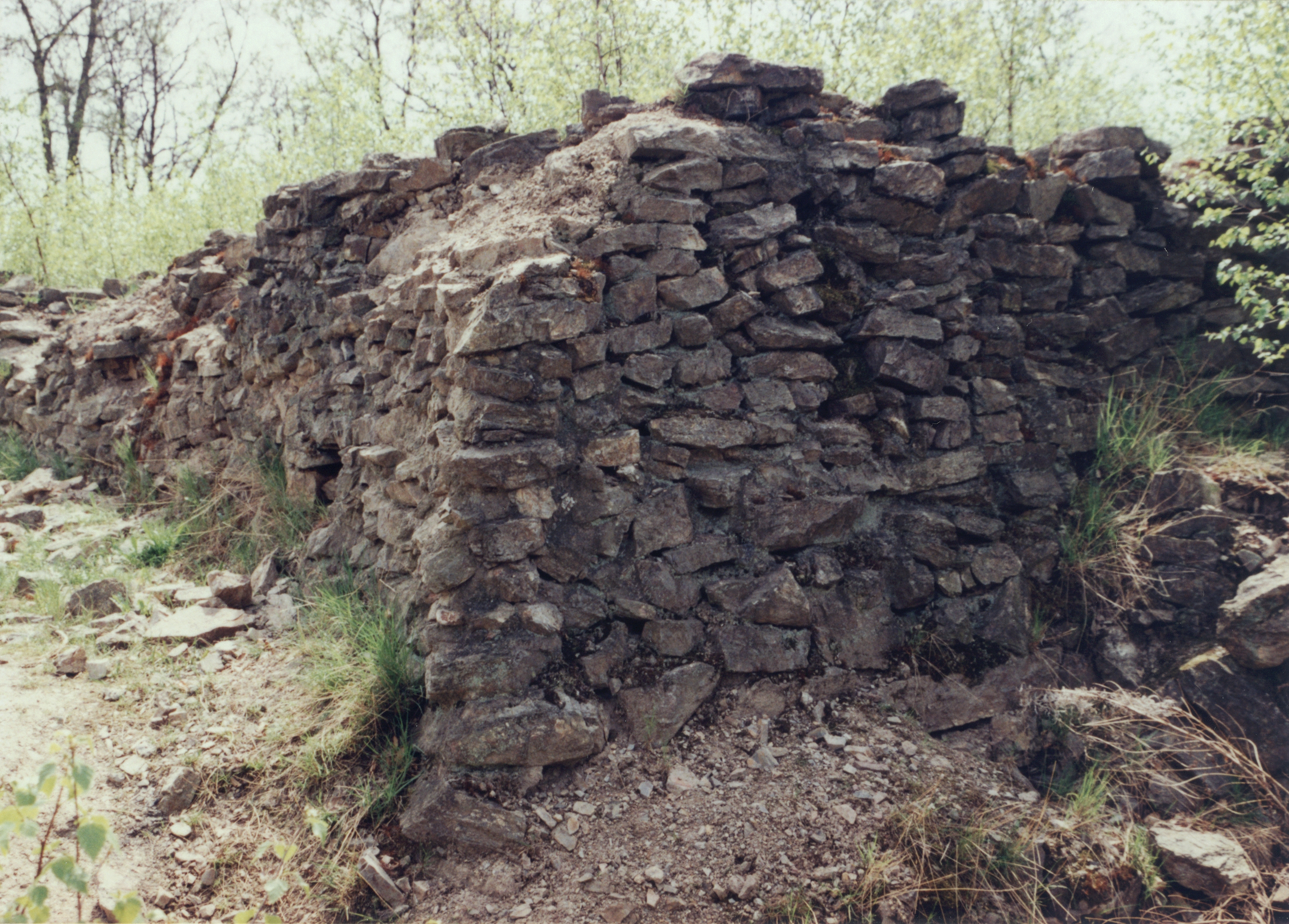
Akropole na Závisti

Je datována od období kolem 450 let př. n. l. až po narození Krista. Během tohoto období se rozvíjela tzv. laténská kultura. 
V této době žila první etnická skupina – Keltové. Pocházeli z indoevropské rodiny. Přišli buď z východní Evropy nebo se zde vyvinuli. Na území dnešního Česka žil kmen Bójů (odtud latinský název Bohemia – Čechy). Část jich odešla do dnešní Itálie. Keltové se vyznačovali stavbou oppid, což byla centra řemeslnické výroby. Mezi nejznámější opida patří Alésia, Bibracte a Avaricum ve Francii a Manching v jižním Německu; největší oppidum na českém území – Závist u Zbraslavi – se rozkládalo na ploše 170 hektarů. Kapacita oppida byla až 40 tisíc obyvatel. Chrám s velkým oltářem zvaný též Akropole, z něhož zůstaly kamenné základy, je jedinou stavbou svého druhu ve střední Evropě. Keltové vyznávali polyteistické náboženství, uctívali zvířata. Keltové tvořili kmenové svazky. Pokoušeli se o dobytí Říma. Na přelomu našeho letopočtu přešli do dnešní Francie a Německa.